# アカデミー国際長編映画賞日本代表作品の一覧

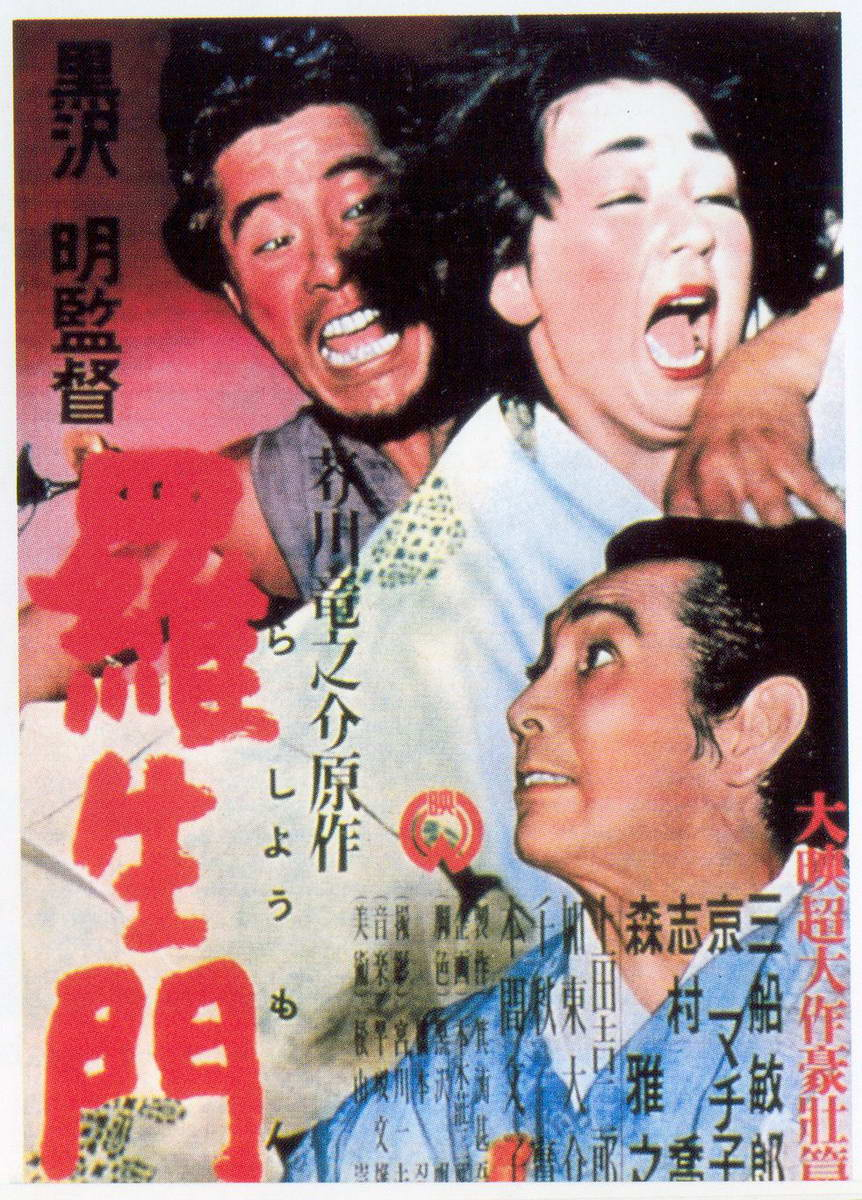
黒澤明監督の『羅生門』の劇場ポスター。同作は1951年にアメリカ合衆国で公開された最高の外国語映画とされ、名誉賞が贈られた。

本項目は、アカデミー国際長編映画賞へ出品された日本の映画作品の一覧である。アカデミー国際長編映画賞は、アメリカ合衆国の映画芸術科学アカデミー（AMPAS）が主催するアカデミー賞において、アメリカ合衆国以外の国で製作され、主要な会話が英語以外で占められた長編映画を対象としている。
従来の名称である、アカデミー外国語映画賞が設置されたのは1956年のことであるが、1947年から1955年までのあいだAMPASはアメリカ合衆国内で公開された優れた外国語映画に対し、名誉賞（正式名は名誉外国語映画賞）を贈っていた。その際には他の候補作と競い合ってアカデミー会員が投票するのではなく、アカデミー理事会の投票によって受賞作のみが選出されていた。名誉賞を受賞した日本の映画作品は3本存在する。1956年のアカデミー賞より、正式に外国語映画賞が設置され、以後毎年行われている。
名誉外国語映画賞は受賞作とその製作国が表彰され、後の外国語映画賞、そして現在の国際長編映画賞が授与される対象も、監督ではなく代表作品の選出国となっている。
2024年までに15本の日本映画がノミネートに至り、『おくりびと』と『ドライブ・マイ・カー』が受賞を果たした。作品が複数回ノミネートに至った監督は黒澤明と中村登である。黒澤は『羅生門』が名誉賞を受賞し、『デルス・ウザーラ』（ソ連代表）が外国語映画賞を受賞して、さらに他4作品が代表となり内2本がノミネートに至った。中村は『古都』と『智恵子抄』が代表作となり、その両方がノミネートに至った。外国人監督の作品として初めてノミネートされたのはヴィム・ヴェンダースの『PERFECT DAYS』。日本のノミネート本数は世界5位の18本（受賞は名誉賞を含む5回）で、これは4位のスペイン（ノミネートは21回、受賞は4回）よりも少なく、6位のデンマーク（ノミネートは15回、受賞は4回）よりも多い（2025年1月現在）。

## 代表作
毎年、各国はアカデミー外国語映画賞のためにその年で最高の映画をAMPASに出品する。日本ではアカデミーから依頼を受けている日本映画製作者連盟が募集と書類審査を行い、選考委員による評価と最終投票を経て代表作品を選出している。外国語映画賞委員会はプロセスを監視し、すべての応募作品を評価する。その後、委員会は5つのノミネート作品を決定するために秘密投票を行う。外国語映画賞が設置される以前に授与されていた名誉賞は、アメリカ合衆国で公開された外国語映画の中から、理事会の投票によって選ばれており、各国が出品した代表作からノミネート作品を選ぶ現在のような仕組みではなかった。
以下は名誉賞が授与された3作品と、日本の代表作品として出品された映画の一覧である。すべての作品で日本語が使用されている。
| 年 （授賞式）   | 日本語題                 | 出品時の英題                               | 監督                 | 結果               |
| --------------- | ------------------------ | ------------------------------------------ | -------------------- | ------------------ |
| 1951 （第24回） | 羅生門                   | Rashomon                                   | 黒澤明               | 名誉賞受賞         |
| 1954 （第27回） | 地獄門                   | Gate of Hell                               | 衣笠貞之助           | 名誉賞受賞         |
| 1955 （第28回） | 宮本武蔵                 | Samurai, The Legend of Musashi             | 稲垣浩               | 名誉賞受賞         |
| 1956 （第29回） | ビルマの竪琴             | Harp of Burma                              | 市川崑               | ノミネート         |
| 1957 （第30回） | あらくれ                 | Aruse                                      | 成瀬巳喜男           | 落選               |
| 1958 （第31回） | 楢山節考                 | The Ballad of Narayama                     | 木下惠介             | 落選               |
| 1959 （第32回） | 野火                     | Fires on the Plain                         | 市川崑               | 落選               |
| 1960 （第33回） | 秋日和                   | Late Autumn                                | 小津安二郎           | 落選               |
| 1961 （第34回） | 永遠の人                 | Immortal Love                              | 木下惠介             | ノミネート         |
| 1962 （第35回） | 私は二歳                 | Being Two Isn't Easy                       | 市川崑               | 落選               |
| 1963 （第36回） | 古都                     | Twin Sisters of Kyoto                      | 中村登               | ノミネート         |
| 1964 （第37回） | 砂の女                   | Woman in the Dunes                         | 勅使河原宏           | ノミネート         |
| 1965 （第38回） | 怪談                     | Kwaidan                                    | 小林正樹             | ノミネート         |
| 1966 （第39回） | 湖の琴                   | Lake of Tears                              | 田坂具隆             | 落選               |
| 1967 （第40回） | 智恵子抄                 | Portrait of Chieko                         | 中村登               | ノミネート         |
| 1968 （第41回） | 黒部の太陽               | The Sands of Kurobe                        | 熊井啓               | 落選               |
| 1969 （第42回） | 神々の深き欲望           | Kuragejima, Legends From a Southern Island | 今村昌平             | 落選               |
| 1970 （第43回） | 無頼漢                   | The Scandalous Adventures of Buraikan      | 篠田正浩             | 落選               |
| 1971 （第44回） | どですかでん             | Dodes'ka-den                               | 黒澤明               | ノミネート         |
| 1972 （第45回） | 軍旗はためく下に         | Under the Flag of the Rising Sun           | 深作欣二             | 落選               |
| 1973 （第46回） | 戒厳令                   | Coup d'Etat                                | 吉田喜重             | 落選               |
| 1974 （第47回） | 化石                     | The Fossil                                 | 小林正樹             | 落選               |
| 1975 （第48回） | サンダカン八番娼館 望郷  | Sandakan No. 8                             | 熊井啓               | ノミネート         |
| 1977 （第50回） | 八甲田山                 | Mt. Hakkoda                                | 森谷司郎             | 落選               |
| 1978 （第51回） | 愛の亡霊                 | Empire of Passion                          | 大島渚               | 落選               |
| 1979 （第52回） | 月山                     | Gassan                                     | 村野鐵太郎           | 落選               |
| 1980 （第53回） | 影武者                   | Kagemusha (The Shadow Warrior)             | 黒澤明               | ノミネート         |
| 1981 （第54回） | 泥の河                   | Muddy River                                | 小栗康平             | ノミネート         |
| 1982 （第55回） | 鬼龍院花子の生涯         | Onimasa                                    | 五社英雄             | 落選               |
| 1983 （第56回） | 南極物語                 | Antarctica                                 | 蔵原惟繕             | 落選               |
| 1984 （第57回） | 瀬戸内少年野球団         | MacArthur's Children                       | 篠田正浩             | 落選               |
| 1985 （第58回） | 花いちもんめ             | Gray Sunset                                | 伊藤俊也             | 落選               |
| 1986 （第59回） | キネマの天地             | Final Take                                 | 山田洋次             | 落選               |
| 1987 （第60回） | 女衒 ZEGEN               | Zegen                                      | 今村昌平             | 落選               |
| 1988 （第61回） | ダウンタウン・ヒーローズ | Hope and Pain                              | 山田洋次             | 落選               |
| 1989 （第62回） | 利休                     | Rikyu                                      | 勅使河原宏           | 落選               |
| 1990 （第63回） | 死の棘                   | The Sting of Death                         | 小栗康平             | 落選               |
| 1991 （第64回） | 八月の狂詩曲             | Rhapsody in August                         | 黒澤明               | 落選               |
| 1992 （第65回） | 女殺油地獄               | The Oil-Hell Murder                        | 五社英雄             | 落選               |
| 1993 （第66回） | まあだだよ               | Madadayo                                   | 黒澤明               | 落選               |
| 1994 （第67回） | 平成狸合戦ぽんぽこ       | Pom Poko                                   | 高畑勲               | 落選               |
| 1995 （第68回） | 深い河                   | Deep River                                 | 熊井啓               | 落選               |
| 1996 （第69回） | 学校II                   | Gakko II                                   | 山田洋次             | 落選               |
| 1997 （第70回） | もののけ姫               | Princess Mononoke                          | 宮崎駿               | 落選               |
| 1998 （第71回） | 愛を乞うひと             | Begging for Love                           | 平山秀幸             | 落選               |
| 1999 （第72回） | 鉄道員                   | Poppoya                                    | 降旗康男             | 落選               |
| 2000 （第73回） | 雨あがる                 | After the Rain                             | 小泉堯史             | 落選               |
| 2001 （第74回） | GO                       | Go                                         | 行定勲               | 落選               |
| 2002 （第75回） | OUT                      | Out                                        | 平山秀幸             | 落選               |
| 2003 （第76回） | たそがれ清兵衛           | The Twilight Samurai                       | 山田洋次             | ノミネート         |
| 2004 （第77回） | 誰も知らない             | Nobody Knows                               | 是枝裕和             | 落選               |
| 2005 （第78回） | 血と骨                   | Blood and Bones                            | 崔洋一               | 落選               |
| 2006 （第79回） | フラガール               | Hula Girls                                 | 李相日               | 落選               |
| 2007 （第80回） | それでもボクはやってない | I Just Didn't Do It                        | 周防正行             | 落選               |
| 2008 （第81回） | おくりびと               | Departures                                 | 滝田洋二郎           | 外国語映画賞受賞   |
| 2009 （第82回） | 誰も守ってくれない       | Nobody to Watch Over Me                    | 君塚良一             | 落選               |
| 2010 （第83回） | 告白                     | Confessions                                | 中島哲也             | 最終選考           |
| 2011 （第84回） | 一枚のハガキ             | Postcard                                   | 新藤兼人             | 落選               |
| 2012 （第85回） | かぞくのくに             | Our Homeland                               | ヤン・ヨンヒ         | 落選               |
| 2013 （第86回） | 舟を編む                 | The Great Passage                          | 石井裕也             | 落選               |
| 2014 （第87回） | そこのみにて光輝く       | The Light Shines Only There                | 呉美保               | 落選               |
| 2015 （第88回） | 百円の恋                 | 100 Yen Love                               | 武正晴               | 落選               |
| 2016 （第89回） | 母と暮せば               | Haha to Kuraseba                           | 山田洋次             | 落選               |
| 2017 （第90回） | 湯を沸かすほどの熱い愛   | Her Love Boils Bathwater                   | 中野量太             | 落選               |
| 2018 （第91回） | 万引き家族               | Shoplifters                                | 是枝裕和             | ノミネート         |
| 2019 （第92回） | 天気の子                 | Weathering with You                        | 新海誠               | 落選               |
| 2020 （第93回） | 朝が来る                 | True Mothers                               | 河瀨直美             | 落選               |
| 2021 （第94回） | ドライブ・マイ・カー     | Drive My Car                               | 濱口竜介             | 国際長編映画賞受賞 |
| 2022 （第95回） | PLAN 75                  | Plan 75                                    | 早川千絵             | 落選               |
| 2023 （第96回） | PERFECT DAYS             | Perfect Days                               | ヴィム・ヴェンダース | ノミネート         |
| 2024 （第97回） | Cloud クラウド           | Cloud                                      | 黒沢清               | 落選               |